# インスティチュート・オブ・エデュケーション
インスティチュート・オブ・エデュケーション（Institute of Education、IoE）は、ユニバーシティ・カレッジ・ロンドン（University College London, UCL）の学部のひとつで、教育に関する分野の学習と研究を専門とした世界最高峰の研究機関である。QS世界大学ランキングの分野別ランキング（教育学）では、2014年版から最新の2025年版まで12年連続で世界1位に輝いている。
もともとは、ロンドン大学に加盟するカレッジのひとつであったが、2014年にユニバーシティ・カレッジ・ロンドン（UCL）と合併し、現在は同校の教育学部として運営されている。UCLとの合併前は、学部課程を持たない大学院大学であり、「ロンドン大学教育研究所」、「ロンドン大学教育学専門大学院」などと訳されていた。なお、現在は学部課程も設けられている。教育学とともに、社会科学、社会学、言語学、文化学、コミュニケーション学、メディア学などのプログラムも提供している。
2019年12月時点の在籍学生数は6,722名で、このうち学部課程の学生は全体の15%にあたる1,001名にとどまっている。また、在籍者の出身国は100ヵ国を超え、世界中から留学生を集めている。

## 歴史
1902年に、ロンドン大学とロンドン行政評議会の協賛により、政治家シドニー・ウェッブによって前身となるロンドン・デイトレーニング・カレッジ（LDTC）が設立された。なお、同氏は同じくロンドン大学加盟校のロンドン・スクール・オブ・エコノミクス（LSE）の創設者でもある。その後、LDTCは、1932年にロンドン大学の附属機関となって校名を現在のインスティチュート・オブ・エデュケーションに改めた。1976年には、大英博物館のあるラッセルスクエアにほど近い、ロンドン中心部・ベッドフォード地区の現校舎へ移転した。最寄りの交通機関は、ロンドン地下鉄ピカデリー線・ラッセルスクエア駅。校舎の設計はデニス・ラスダンによるもので、伝統的な大学校舎にはみられない奇抜な近代建築が特徴である。1987年、ロンドン大学の独立したカレッジのひとつとして王室の認可を受けた。なお、第二次世界大戦中は一時的にイングランド中部・ノッティンガムに移転している。
2012年、同じくロンドン大学の加盟校（原加盟校）である、ユニバーシティ・カレッジ・ロンドン（UCL）との提携を開始し、2014年に合併した。

## 組織
インスティチュート・オブ・エデュケーションは、以下の７学科を設置しており、学部課程と大学院課程の各プログラム（専攻）がいずれかの学科に所属している。
- 文化・コミュニケーション・メディア学科（Department of Culture, Communication and Media）
- 心理・人間発達学科（Department of Psychology and Human Development）
- 教育・訓練・社会学科（Department of Education, Practice and Society）
- 教科・指導・評価学科（Department of Curriculum, Pedagogy and Assessment）
- 学習・リーダーシップ学科（Department of Learning and Leadership）
- 社会調査研究所（Social Research Institute）※2020年８月までの旧称は社会科学科[11]（Department of Social Science）
- 言語・国際教育センター（UCL Centre for Languages and International Education）

## 主な卒業生

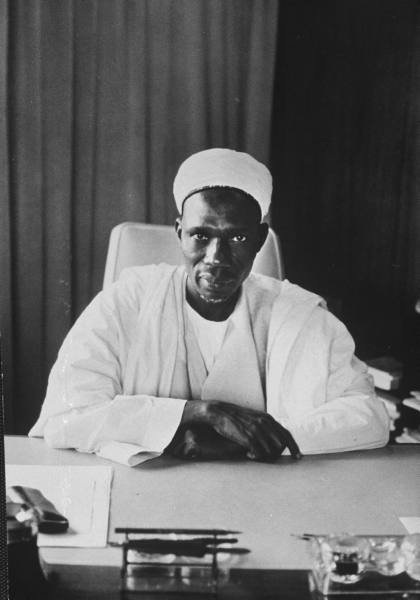
アブバカル・タファワ・バレワ

- アブバカル・タファワ・バレワ（Abubakar Tafawa Balewa、1912年 - 1966年）、ナイジェリアの政治家
- クェンティン・ブレイク（Quentin Blake、1932年 - ）、漫画家、イラストレーター、児童書籍作家
- レジナルド・ブライス（Reginald Horace Blyth、1898年 - 1964年）、作家、日本文化研究者
- Valerie Davey (1940-), Bristol Westの前労働党下院議員
- Michael Duane (1915-1997), 議論を呼んだ校長
- Bryan Davies, Baron Davies of Oldham, PC, (1939-), 労働党上院議員
- U. A. Fanthorpe (1929-2009),　詩人
- Beryl Gilroy (née Answick) (1924-2001), 小説家
- Sally Morgan, Baroness Morgan of Huyton (1959-), 英国労働党政治家
- William R. Newland (1919-1998), ニュージーランド生まれのスタジオ陶工
- Harry Nkumbula (1917?-1983), 北ローデシア独立運動を支えた、ザンビア人民族主義者リーダー
- Harry Rée (1914-1991),　英国人教育家、Special Operations Executiveメンバー
- Harold Rosenthal (1917–1987),　音楽評論家
- Brian Simon (1915–2002), 教育家・歴史家
- Katherine Weare (1950-), 教育の教授